# 8147 Colemanhawkins
A 8147 Colemanhawkins (ideiglenes jelöléssel 1984 SU3) a Naprendszer kisbolygóövében található aszteroida. B. A. Skiff fedezte fel 1984. szeptember 28-án.